# 伊曼纽尔·艾克斯
伊曼纽尔·艾克斯（英語：Emanuel Ax，1949年6月8日—），美国钢琴家。

## 生平
伊曼纽尔·艾克斯出生于乌克兰利沃夫一个犹太人家庭，父母都是集中营幸存者。他六岁开始随父习琴，八岁时随家人移居华沙，在位于蜂蜜街的音乐学校继续钢琴学习。
1959年，艾克斯和父母移民加拿大，两年后迁往美国并入读纽约茱莉亚音乐学院，1990年起成为母校的老师。1969年的南美巡演开启了他的国际音乐生涯。除了古典和浪漫主义曲目，艾克斯擅长演绎勋伯格、欣德米特、科普兰、亨策、亚当斯等现代作曲家的作品。
因其音乐方面的杰出成就，艾克斯分别于2007年和2008年获耶鲁大学和哥伦比亚大学荣誉博士学位。
艾克斯的妻子是钢琴家野崎洋子，两人现居纽约。

## 曾获奖项
- 1974年：首届亞瑟·魯賓斯坦國際鋼琴大賽第一名
- 1979年：艾弗里·费舍奖（英语：Avery Fisher Prize）
- 1985年、1986年：和马友友合作的勃拉姆斯和贝多芬专辑获格莱美奖
- 1995年、2004年：海顿奏鸣曲专辑获格莱美奖
- 2013年：回声音乐古典奖